# Björn Meyer (Musiker)

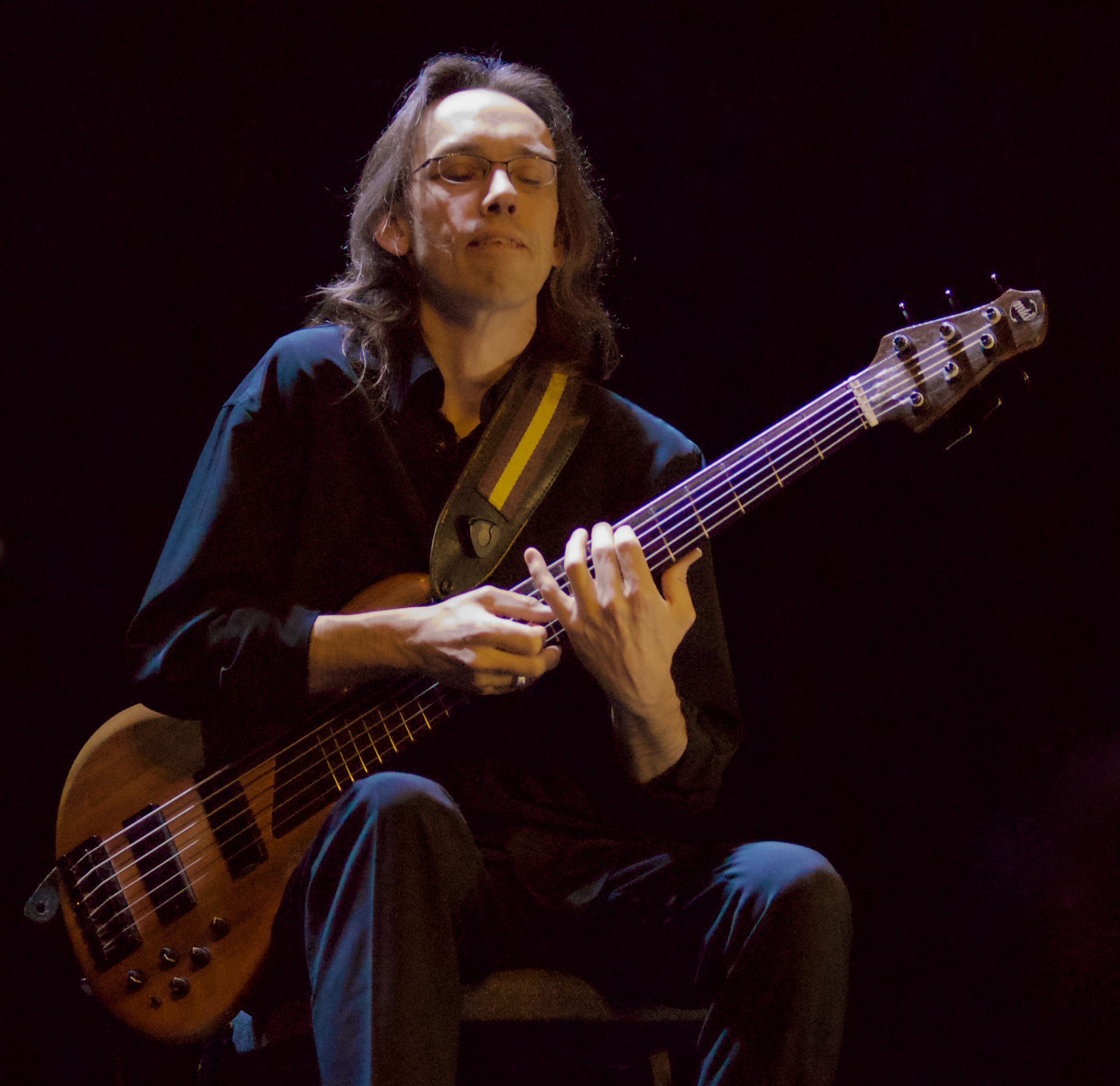
Björn Meyer (2014)

Björn Meyer (* 5. September 1965 in Stockholm) ist ein schwedischer Bassist und Komponist.

## Leben und Wirken
Meyer spielte als Kind Klavier, lernte in der schwedischen Jugend-Musikschule zunächst Trompete, sang im Knabenchor und spielte Gitarre in lokalen Punk-Bands. Mit 18 Jahren wechselte er zum E-Bass um seit 1989, nach Abschluss eines Informatik- und Physikstudiums, als professioneller Musiker tätig zu sein. Seit 1996 lebt er in der Schweiz, wo er zunächst mit Harald Haerter, Christophe Schweizer, Christoph Grab, Eliane Cueni und der Flamenco-Tänzerin Nina Corti gearbeitet hat.
1995 bildete Meyer mit dem Nyckelharpa-Spieler Johan Hedin und dem Perkussionisten Fredrik Gille das Trio Bazar Blå in Schweden. Zusammen mit der 2012 verstorbenen persischen Harfenistin Asita Hamidi gründete er 2002 den Bazaarpool und war zudem in gemeinsamen Projekten wie u. a. Asita Hamidi’s Bazaar und Bazaaris aktiv. Er arbeitet seit 2008 mit Anouar Brahem (The Astounding Eyes of Rita 2009, Souvenance 2014) und war bis 2012 auch Mitglied des Ritual-Groove-Kollektivs Nik Bärtschs RONIN und hat den Begriff Zen-Funk mitgeprägt.
2013 gründete Meyer mit Samuel Rohrer am Schlagzeug und Klaus Gesing an der Bassklarinette und am Sopransaxophon das Trio Amiira; 2014 entstand die Formation NEN mit Mats Eser, Chrigel Bosshard und Ania Losinger mit ihrem selbst erfundenen Instrument Xala. 2017 wurde sein erstes Soloalbum Provenance auf ECM Records veröffentlicht.
Zu Meyers weiteren Projekten zählen das Quartett der Sängerin Simin Tander, das Marcel Lüscher Quartett, das Rira-Trio mit Mahan Mirarab und Misagh Joolaee sowie ein Duo mit dem Trompeter Tom Arthurs. Zudem leitet er das Ensemble Garden of Silence, das neun Musiker aus Iran, Ägypten, Schweden und der Schweiz vereint.
Meyer arbeitet darüber hinaus regelmäßig mit dem Schweizer Komponisten und Holzbläser Don Li und ist gelegentlich als Gastdozent an den Konservatorien in Stockholm, Zürich, Bern, Luzern und Lausanne tätig.

## Diskographische Hinweise
- Marcel Lüscher Quartett: Make Things Happen (Unit Records, 2025, mit Thomas Lüscher, Kaspar Rast, Björn Meyer)
- Simin Tander New Quartet: The Wind (Jazzland Recordings, 2025, mit Samuel Rohrer, Harpreet Bansal)
- NEN: Monolith 1 (Tonus Music, 2023, mit Ania Losinger, Mats Eser, Chrigel Bosshard)
- Amira: Curious Objects (Arjunamusic, 2023, mit (Klaus Gesing, Samuel Rohrer))
- Simin Tander New Quartet: Unfading (Jazzhaus Records, 2020, mit Samuel Rohrer, Jasser Haj Youssef)
- Provenance (ECM Records, 2017)
- Bazar Blå: Twenty (bazaarpool, 2016, (mit Johan Hedin, Fredrik Gille))
- Klaus Gesing, Björn Meyer, Samuel Rohrer: Amiira (Arjunamusic, 2016)
- Anouar Brahem: Souvenance (ECM Records, 2014)
- Christian Niederer’s PLAN: Jack (Unit Records, 2014)
- Nik Bärtsch’s Ronin: Live (ECM Records, 2012)
- Asita Hamidi’s Bazaar: S.W.E.N (bazaarpool, 2009)
- Bazar Blå: Lost (bazaarpool, 2009)
- Asita Hamidi's Bazaar: Live (bazaarpool, 2006)
- Bazaaris: Watersongs (bazaarpool, 2006)
- Nik Bärtsch's Ronin: Stoa (ECM Records, 2006)
- Asita Hamidi's Bazaar: Blue Ark (bazaarpool, 2004)
- Bazar Blå: Nysch (bazaarpool, 2004)
- Asita Hamidi's Bazaar: Åjné (EMI switzerland, 2002)
- Tonus-Music Research Result: Live Vol 1 (Tonus-Music, 2002)
- Patrik Lerjen's Three Base Hit: Incoming Message (AM, 2001)
- Don Pfäffli´s Tonus: Gen (Tonus-Music, 1999)
- Bazar Blå: Nordic City (Xource, 1998)
- Snag: Heaps (1998, mit Stephen Magnusson, Julien Wilson, Sergio Beresovsky)
- Don Pfäffli´s Tonus: Suun (Brambus, 1997)